# Алахмадова, Бозоргул
Бозоргул Алахмадова, другой вариант — Бозоргул Алиахмадова (тадж. Бозоргул Алиаҳмадова; 15 июня 1936 год, кишлак Садулло Шариф, Кулябский округ, Таджикская ССР) — советская колхозница, бригадир колхоза имени Ленина Восейского района Кулябской области, Таджикская ССР. Герой Социалистического Труда (1978).

## Биография
Родилась в 1936 году в кишлаке Садулло Шариф Кулябского округа, Таджикская ССР. В 1950 году окончила местную сельскую школу. С 14-летнего возраста трудилась рядовой колхозницей в хлопководческой бригаде в колхозе имени Ленина Аральского района (с 1961 года — Восейский район). Позднее была назначена звеньевой хлопководческого звена. С 1957 года возглавляла хлопководческую бригаду.
В 1960 году за выдающиеся трудовые достижения и в ознаменование 50-летия Международного женского дня была награждена Орденом Ленина и в 1971 году — за выдающиеся показатели по итогам Восьмой пятилетки (1966—1970) была награждена Орденом Октябрьской Революции.
В 1977 году хлопководческая бригада под руководством Бозоргул Алахмадовой собрала большой урожай хлопка-сырца, досрочно выполнив социалистические обязательства по сбору хлопка. Указом Президиума Верховного Совета СССР от 20 февраля 1978 года удостоена звания Героя Социалистического Труда за «выдающиеся успехи, достигнутые во Всесоюзном социалистическом соревновании, проявленную трудовую доблесть в выполнении планов и социалистических обязательств по увеличению производства и продажи государству хлопка и других продуктов земледелия в 1977 году» с вручением ордена Ленина и золотой медали «Серп и Молот».
Неоднократно участвовала во Всесоюзной выставке ВДНХ.
В 1989 году вышла на пенсию по болезни. Персональный пенсионер. Проживает в родном кишлаке Садулло Шариф Восейского района Хатлонской области.
Награды
- Герой Социалистического Труда
- Орден Ленина — дважды (07.03.1960; 1978)
- Орден Октябрьской Революции (08.04.1971)
- Орден Трудового Красного Знамени (10.12.1973)
- Медаль «За трудовую доблесть» (03.04.1965)
- Медаль «В ознаменование 100-летия со дня рождения Владимира Ильича Ленина»
- Мастер хлопка Таджикской ССР.